# Щилов-Покровский монастырь

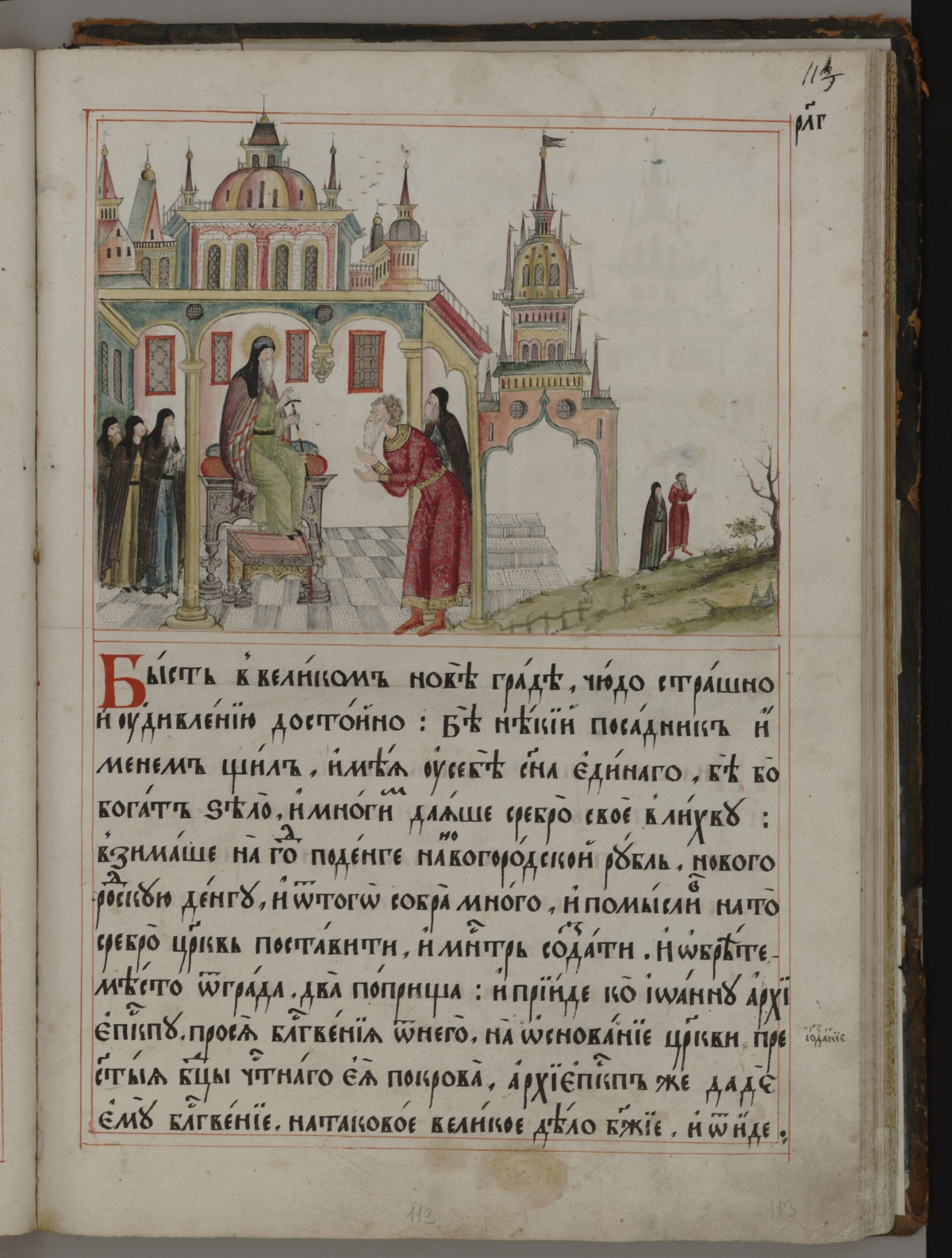
Посадник Щил испрашивает благословение у архиепископа Иоанна на построение Покровской церкви и монастыря (лицевая «Повесть о посаднике Щиле», конец XVII века)

Щилов-Покровский монастырь или Шилов-Покровский монастырь — мужской монастырь, который существовал с XIV по XVIII век и находился в Новгородском районе Новгородской области, к юго-востоку от Новгорода, на правом берегу реки Волхов, на расстоянии около 4,5 километров от Новгородского кремля, в урочище, называвшемся в древности Дубн или Дубенка. 
Монастырь был основан в 1310 году. По легенде основателем монастыря был посадник Щил. Церковь монастыря была освящена в честь праздника Покрова. В 1387 году монастырь упоминается в числе 24-х монастырей, сожженных самими новгородцами во время похода на Новгород Дмитрия Донского. В 1615 году монастырь был вновь разрушен шведами во время Русско-шведской войны, в 1669 году монастырь был возобновлен. В 1681 году Щилов монастырь был приписан к Юрьеву монастырю, а в 1685 году Щилов-Покровский монастырь был отписан к новгородскому архиерейскому дому. В 1725 году монастырь был совершенно разобран; его колокольня была перенесена в Юрьев монастырь, а бревна Покровской церкви и зданий унесены водой.
В древнерусской литературе легенда об основании монастыря нашла отражение в Повести о посаднике Щиле, созданной в XV—XVI веке.